# قائمة جسور إيطاليا

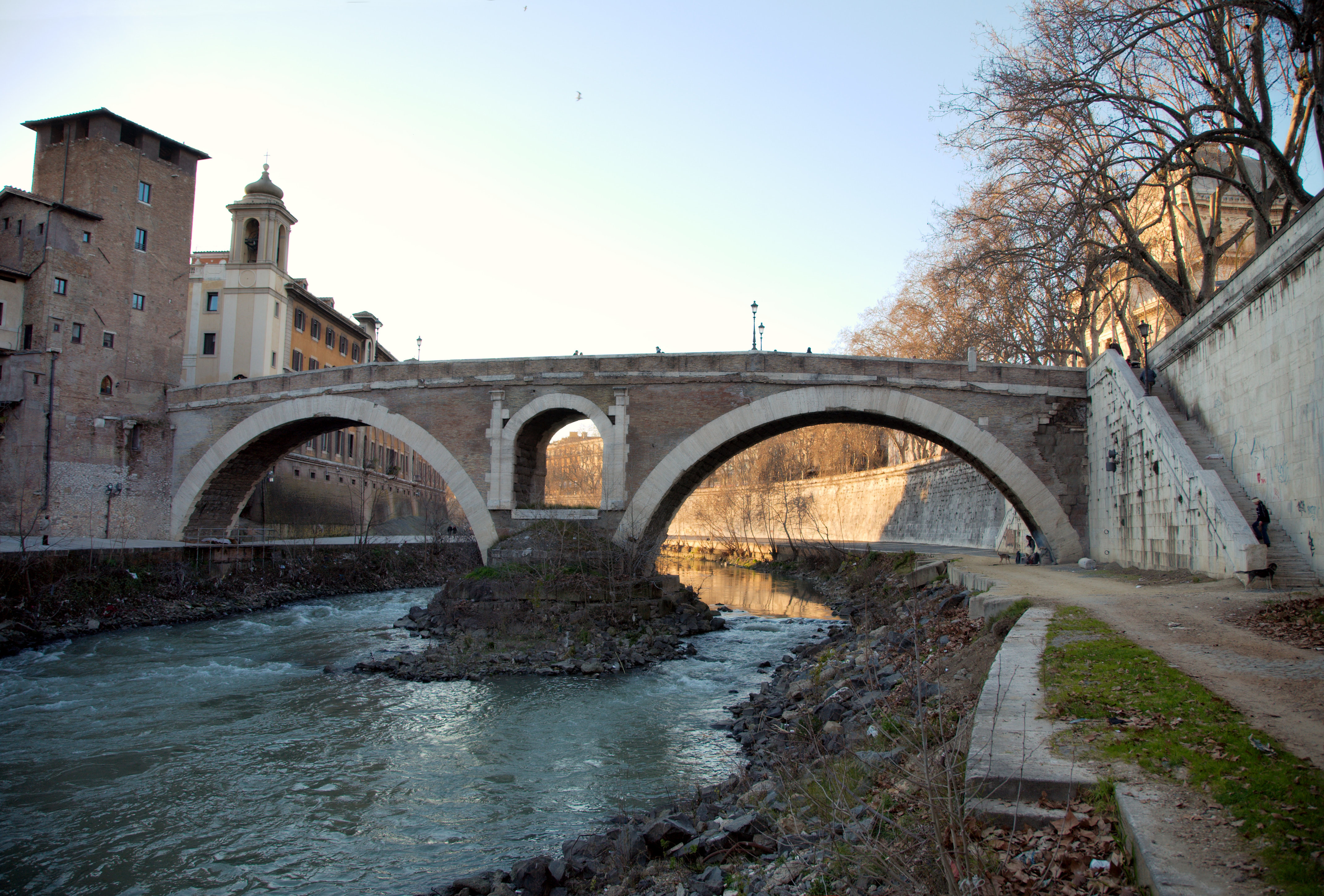
جسر فابريسيوس

الجسر أو القنطرة (ج القناطر) هو مُنشأ يُستخدم للعبور من مكان إلى آخر بينهما عائق.

## قائمة الجسور إيطاليا
تحتوي هذه القائمة على أسماء الجسور في إيطاليا
- جسر فابريسيوس
- جسر ميلفيو
- جسر بونتي فيكيو
- جسر التنهدات
- جسر ريالتو